# فرهنگ چای

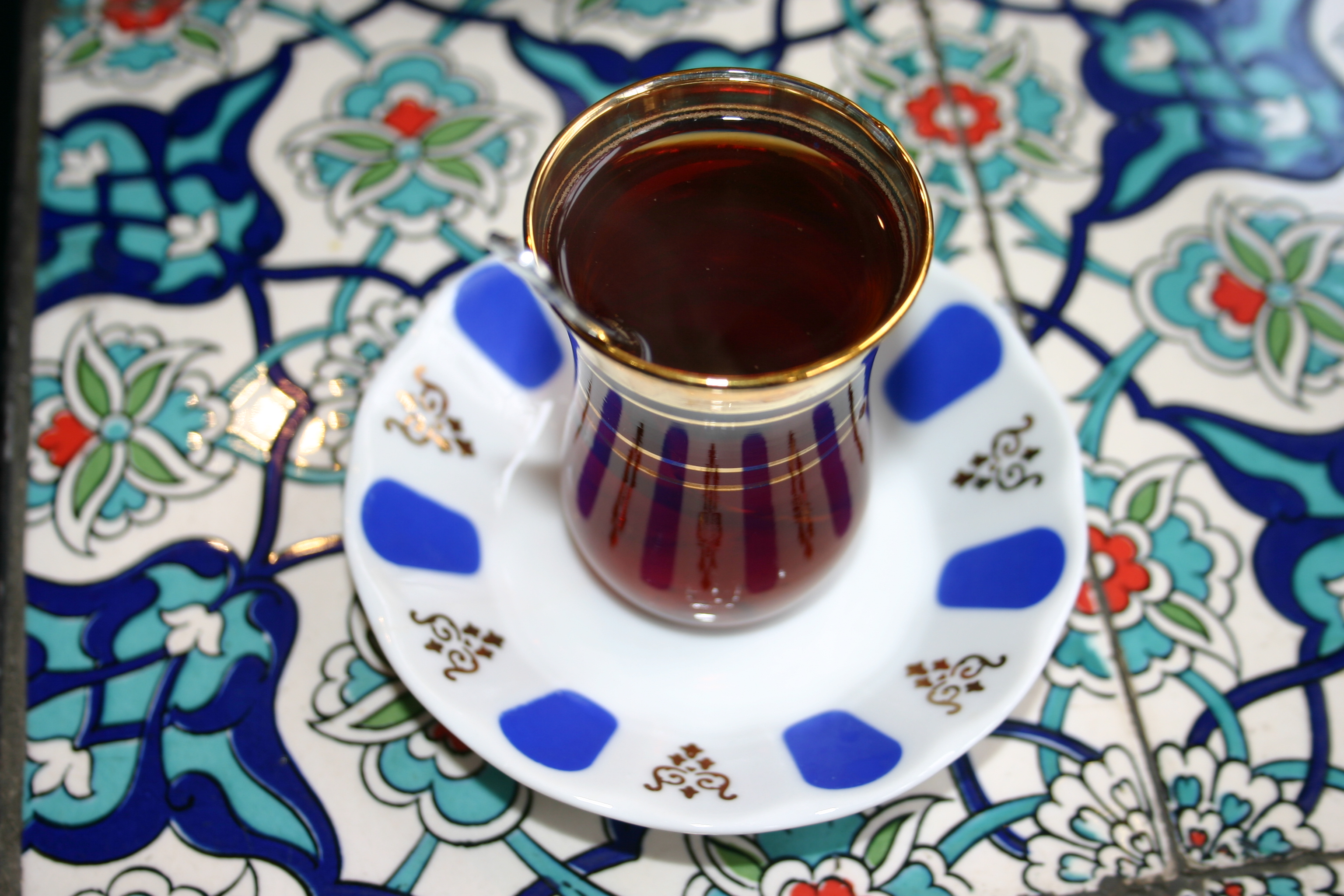
چای قند پهلو

فرهنگ چای به نحوه آماده‌سازی و مصرف چای، نقش چای در زندگی مردم و مسائل زیباشناختی مربوط به نوشیدن چای گفته می‌شود.

## چای در ایران

### دیشلمه
دیشلمه، استکان چای تلخ را گویند که کنارش قند حبه می‌گذارند. دیشلمه را قندپهلو نیز می‌گویند. 
نوشیدن دیشلمه این گونه‌است که قند حبه را در دهان گذارند و چای تلخ را به شیرینی آن می‌نوشند.
دیشلمه را همچنین با کشمش یا خرما نیز می‌نوشند.
مصرف چای دیشلمه در قهوه‌خانه‌ها بسیار مرسوم بوده و در استکان کمرباریک، حین گوش سپردن به نقالی مصرف می‌شده‌است. 
واژه دیشلمه واژه‌ای ترکی است از ترکیب دیش به معنی دندان و لمه که نوعی علامت مصدری است، به معنی "گاز نگیر". این واژه احتمالاً در دوره قاجار به لهجه تهرانی راه یافته‌است.
دیشلمه متضاد چای شیرین است.
واژه دیشلمه در طنز معاصر و در شخصیت‌هایی مانند گل‌آقا و شاغلام نمود زیادی داشته‌است.